# The Litmus Test
 (septembre 2022).
Albums de Cut Chemist
Brain Freeze Original Sound Track
(2003) The Audience's Listening
(2006)
The Litmus Test est le 6e album solo du DJ californien Cut Chemist.

## Liste des morceaux
| No  | Titre                  | Durée |
| --- | ---------------------- | ----- |
| 1.  | This is                | 1:19  |
| 2.  | Intro                  | 0:22  |
| 3.  | Bunkys Pick            | 1:54  |
| 4.  | Quality Intro          | 1:40  |
| 5.  | Contact                | 0:47  |
| 6.  | Jayou                  | 2:08  |
| 7.  | Break                  | 1:02  |
| 8.  | Eye On The Gold Chain  | 1:56  |
| 9.  | Swing Set              | 0:46  |
| 10. | S.N.T.                 | 1:07  |
| 11. | Lesson 6               | 1:20  |
| 12. | Layerd Laird           | 0:43  |
| 13. | Lesson 6               | 2:05  |
| 14. | Day At The Races       | 2:41  |
| 15. | Chemical Calisthentics | 2:09  |
| 16. | Open Clothes           | 0:28  |
| 17. | Thin Line              | 3:10  |
| 18. | Quality Control        | 2:27  |